# Сан Карло Кондофури-Марина
Сан Карло Кондофури-Марина је насеље у Италији у округу Ређо ди Калабрија, региону Калабрија.
Према процени из 2011. у насељу је живело 4161 становника. Насеље се налази на надморској висини од 350 м.